# Iljinsk (obwód kirowski)
Iljinsk (ros. Ильинск) – wieś (sieło) w Rosji, w obwodzie kirowskim, w rejonie sowieckim. W 2010 liczyła 794 mieszkańców.